# Leucade (città)
Leucade (in greco Λευκάδα?, Lefkada) è un comune della Grecia nella periferia delle Isole Ionie (unità periferica di Leucade) con 13490 abitanti al censimento 2011.
A seguito della riforma amministrativa detta Programma Callicrate in vigore dal gennaio 2011 che ha abolito le prefetture e accorpato numerosi comuni, il territorio comunale comprende l'intera isola omonima più Kastos e Kalamos.

## Località
Il comune comprende i seguenti ex-comuni:
- Apollonioi
- Ellomenos
- Kalamos
- Karya
- Kastos
- Leucade
- Sfakiotes